# Чхари
Чхари (груз. ჩხარი) — село в Грузии, на территории Тержольского муниципалитета края (мхаре) Имеретия.

## География
Село находится в западной части Грузии, к востоку от реки Дзеврулы, на расстоянии 5 километров (по прямой) к северу от города Тержола, административного центра муниципалитета. Абсолютная высота — 302 метра над уровнем моря.

## Население
По результатам официальной переписи населения 2014 года, в Чхари проживало 643 человека (309 мужчин и 334 женщины). В национальной структуре населения грузины составляли 99,7 %, русские — 0,3 %.
| Год  | Население, человек |
| ---- | ------------------ |
| 2002 | 722                |
| 2014 | ↘ 643              |